# Бали, Слахэддин
Слахэддин Бали (29 июля 1926, Тунис, Тунис —  12 апреля 2002) — тунисский государственный деятель, председатель Палаты представителей Туниса (1988—1990).

## Биография
- 1973—1980 гг. — министр юстиции,
- 1980—1988 гг. — министр обороны,
- апрель-июль 1988 г. — министр юстиции,
- 1988—1990 гг. — председатель Палаты представителей Туниса,
- 1990—1992 гг. — председатель Конституционного Совета Туниса.

В 1987—2002 гг. — председатель Национального Олимпийского Комитета Туниса.